# Верхньощелепний нерв
Верхньощелепний нерв (лат. n. maxillaris) — чутливий нерв, є однією з трьох гілок трійчастого нерва. Він виходить з черепа в крилоподібно-піднебінної ямки через круглий отвір і направляється в очну ямку через нижньоочну щілину. Потім проходить по підочній борозні і підочному каналу. На цій ділянці верхньощелепний нерв називається підочним нервом (лат. n. infraorbitalis). Він виходить через підочний отвір і проникає в шкіру обличчя.
На всьому відрізку від верхньощелепного нерва відходять такі гілки:
- виличний нерв (лат. n. zygomaticus), який направляється до шкіри шиї і передніх відділів скроневої області
- верхні альвеолярні нерви (лат. nn. alveolaris superiores) пронизують товщу верхньої щелепи, утворюючи верхнє зубне сплетення, гілки якого іннервують ясна та зуби верхньої щелепи
- піднебінні нерви (лат. nn. palatini) проходять по великому і малому піднебінних каналах і проникають у порожнину рота через великий і малий піднебінні отвори, прямуючи до слизової оболонки твердого та м'якого піднебіння
- задні носові гілки (лат. rr. nasales posterior) виходять до слизової оболонки порожнини носа через клиноподібно-піднебінний отвір